# Beilschmiedia descoingsii
Beilschmiedia descoingsii är en lagerväxtart som beskrevs av Fouilloy. Beilschmiedia descoingsii ingår i släktet Beilschmiedia och familjen lagerväxter. Inga underarter finns listade i Catalogue of Life.